# Ayşe Erkmen

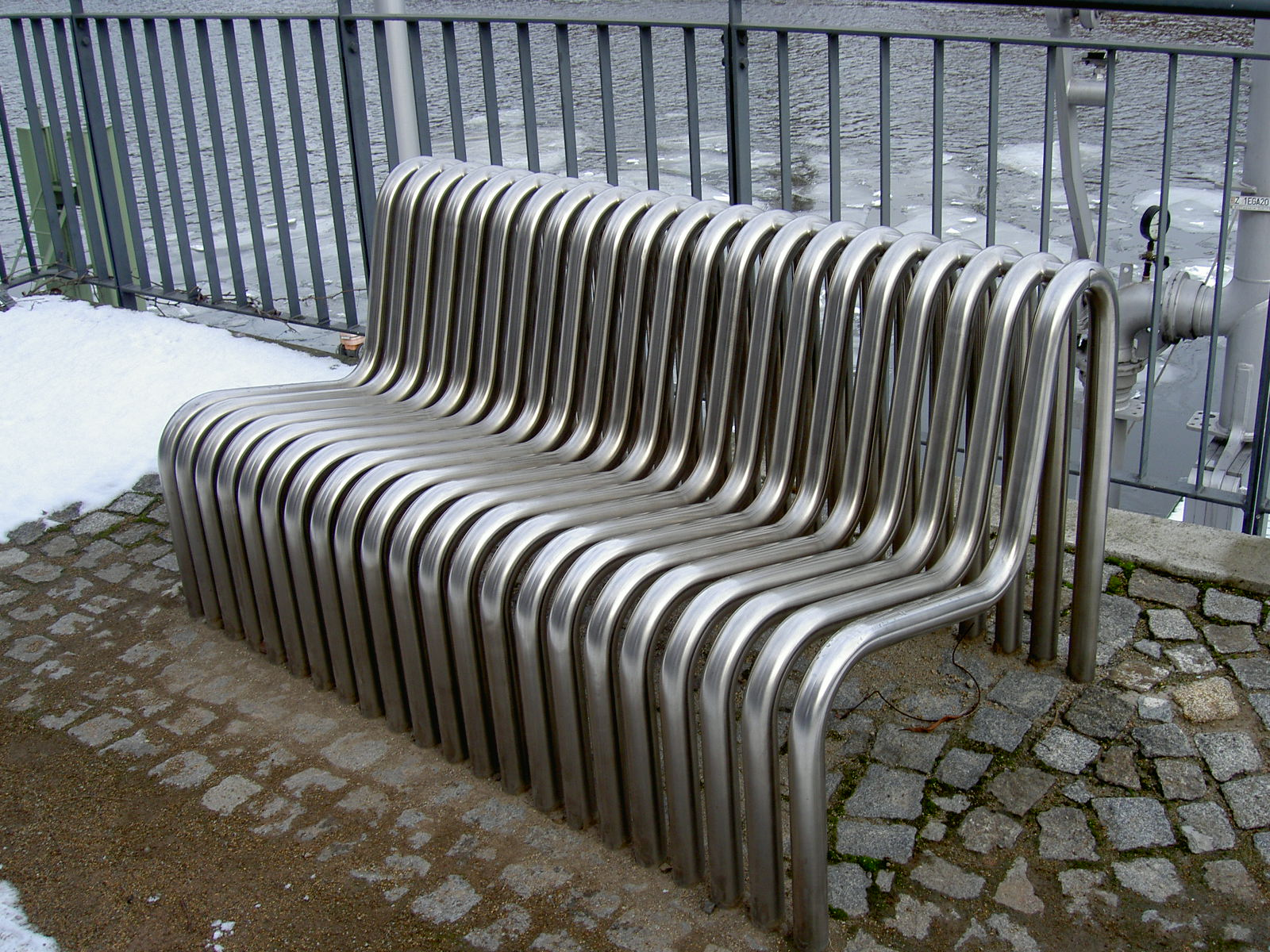
Beheizte Sitzbänke von Ayşe Erkmen am Berliner Spreeufer

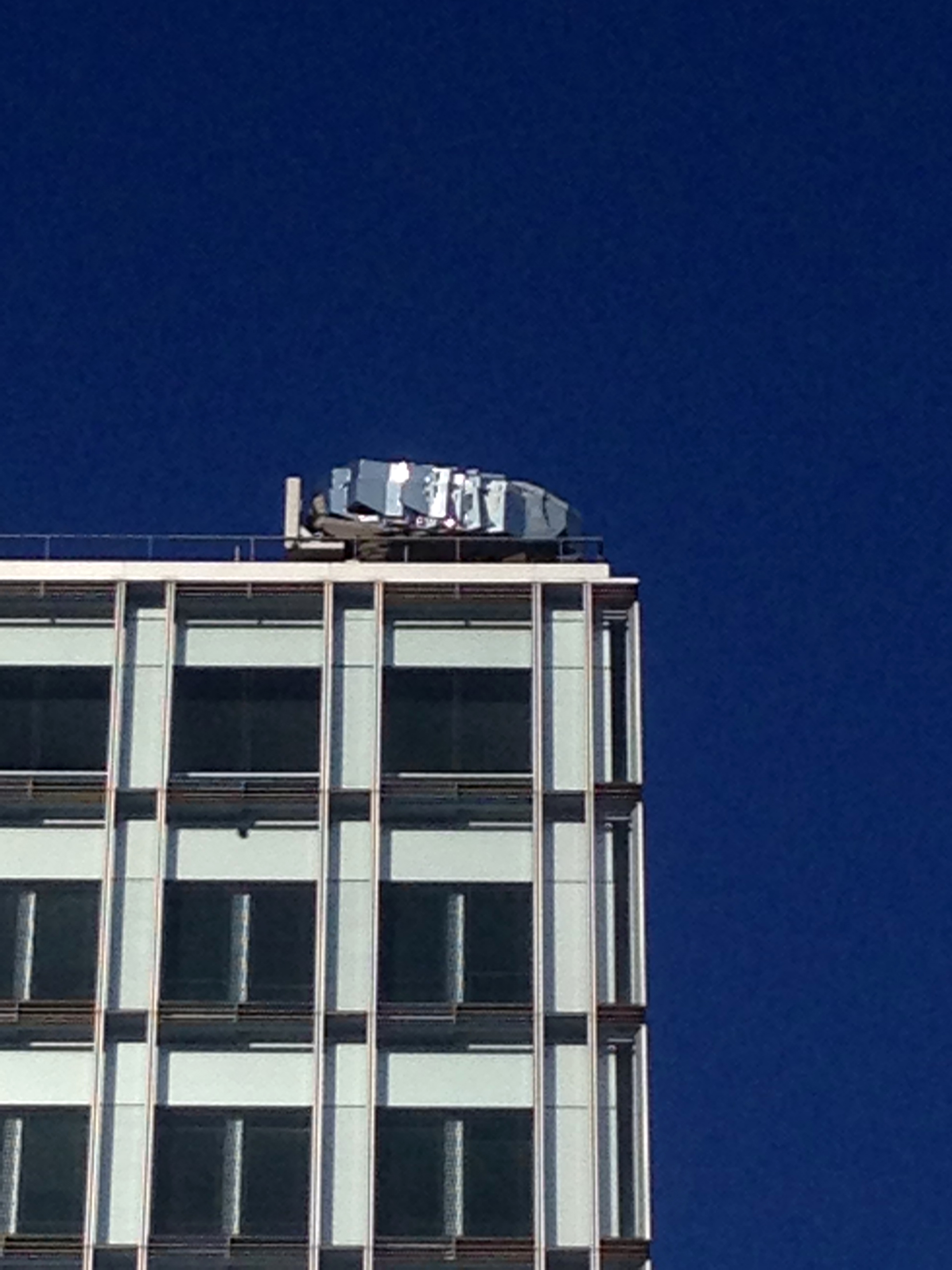
Crystal Rock auf dem Dach der NRW.Bank, Düsseldorf

Ayşe Erkmen (* 1949 in Istanbul, Türkei) ist eine türkische Künstlerin, die in Berlin und Istanbul arbeitet.

## Leben
Erkmen studierte Bildhauerei und machte 1977 den Abschluss im Fach Skulptur der Staatlichen Kunstakademie Istanbul. Ab 1993 bekam sie ein Stipendium des Deutschen Akademischen Austauschdiensts in Berlin. An der Universität-Gesamthochschule Kassel arbeitete sie 1998 als Gastdozentin. In Frankfurt am Main nahm sie 2000 eine Gastprofessur an der Städelschule an. Im Jahr 2010 war sie für zwei Semester Gastprofessorin an der Kunstakademie Münster, wo sie anschließend eine Professur für Bildhauerei übernahm (Nachfolge Guillaume Bijl). 2011 vertrat Erkmen die Türkei auf der 54. Biennale di Venezia.
Von den zahlreichen künstlerischen Interventionen, die sie vornahm, zählen ihr Beitrag zur Ausstellung Skulptur.Projekte in Münster 1997, ihre Aktion Shipped Ships der Deutschen Bank in Frankfurt sowie ihre Installation Kuckuck im Kunstmuseum St. Gallen zu den bekanntesten. Ihre Hauptaufmerksamkeit schenkt sie heute Skulpturen, Objekten, Installationen und Interventionen.
Im Mai 2012 wurde Erkmen in die Akademie der Künste in Berlin gewählt.
Im Jahr 2020 wurde sie mit dem Ernst-Franz-Vogelmann-Preis für zeitgenössische Skulptur ausgezeichnet.

## Werke
- 1994: Am Haus: Am Haus Oranienstraße 18 in Berlin-Kreuzberg wurden 40 türkische Suffixe angebracht.
- 1997: Mit Transformatorenabwärme beheizte Bänke vor dem Heizkraftwerk Berlin-Mitte in Berlin.
- 2008: Crystal Rock auf dem Dach der NRW.Bank, Düsseldorf[3]
- 2020: Lonely George, Bronzeskulptur im Skulpturenpark Köln[4]

## Ausstellungen
- 1997: „Sculptures on Air“, Skulptur.Projekte, Münster[5]
- 2000: Kwangju Biennale
- 2001: Museum Friedericianum Kassel und Berlin Biennale
- 2002: „Kein gutes Zeichen“, Wiener Secession, Wien
- 2004: „bound to/gebunden an“, Museum Abteiberg, Mönchengladbach
- 2005: „durchnässt“, Kunsthalle Schirn, Frankfurt am Main
- 2008: „Weggefährten“, Nationalgalerie im Hamburger Bahnhof, Berlin; K21 Kunstsammlung Nordrhein-Westfalen, Düsseldorf
- 2008 „Above the Fold“ (mit Ceal Floyer und David Lamelas), Kunstmuseum Basel
- 2010: Emscherkunst.2010 mit dem Projekt Turm 79[6]
- 2017: „On Water“, Skulptur.Projekte, Münster[7]
- 2017/2018: „Displacements/Entortungen“ im Museum der bildenden Künste in Leipzig[8]
- August 2020 bis Juni 2024, KölnSkulptur #10 – ÜberNatur – Natural Takeover, Skulpturenpark Köln[4]